# Cladonia
Genre
Cladonia (du grec klados « rameau », allusion aux ramifications du thalle secondaire de certaines espèces) est un genre de champignons lichénisés comportant de très nombreuses espèces. Il s'agit toujours de formes dressées et essentiellement terricoles, c'est-à-dire se développant sur un sol.
Certains représentants du genre habitant les régions arctiques sont bien connus en raison de leur importance dans l'alimentation de quelques animaux, dont le renne, le caribou et les bœufs musqués ; ils sont généralement connus sous le nom de lichens des rennes. D'autres représentants sont souvent utilisés pour décorer des paysages miniatures ou des tombes.

## Nomenclature
Le nom de genre, d'origine savante, est emprunté au grec ancien klados (κλάδος) qui signifie « rameau », par référence à la structure du thalle secondaire de ces lichens dont certains représentants sont très ramifiés. Au Québec, le terme est parfois francisé en « cladonie ».
Comportant plus de 400 espèces, le genre Cladonia est très diversifié et, de ce fait, a de longue date été subdivisé en groupes considérés comme plus homogènes (sous-genres, sections...). L'avènement des techniques de classification phylogénétique et l'utilisation des outils moléculaires ont récemment renouvelé l'intérêt pour ces questions et suscité des débats qui sont loin d'être clos. Un résultat constant des études récentes va toutefois dans le sens de la réintégration dans le genre Cladonia des « lichens des rennes » longtemps séparés sous le nom de genre Cladina,.

## Description

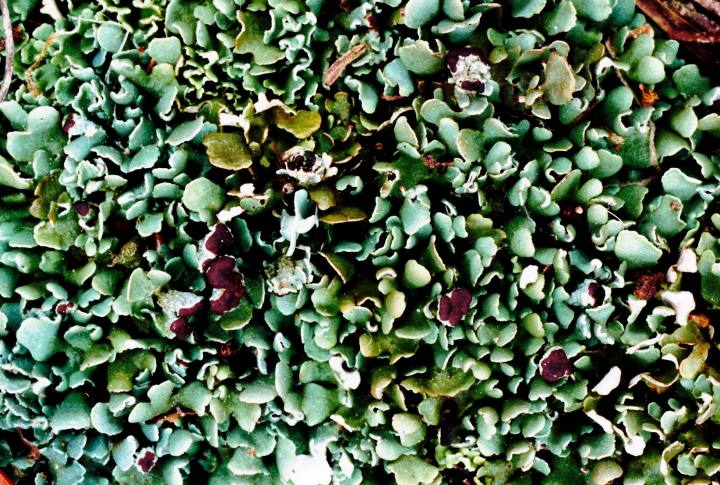
Thalle primaire, foliacé, de Cladonia sobolescens

Les Cladonia sont associés à des algues vertes du genre Asterochloris. Ils comportent un thalle primaire encroûtant ou formé d'éléments foliacés (squamules), appliqué sur le substrat. Le thalle primaire peut disparaître ou persister et, dans ce cas, coexister avec le thalle secondaire et éventuellement le dominer.

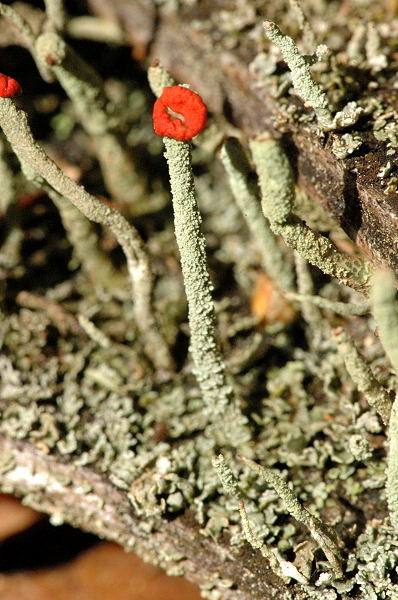
Les apothécies se forment aux extrémités des podétions ; elles sont parfois de couleur très vive (Cladonia macilenta)

Le thalle secondaire, partie généralement la plus visible du lichen, est formé de tiges se dressant à partir du thalle primaire auquel elles sont fixées soit de façon permanente, soit pendant une partie de leur développement : ces tiges sont nommées « podetium », francisé en « podétion » par certains auteurs.
Les podétions sont des structures creuses qui portent à leurs extrémités les apothécies productrices de spores. Ils sont tantôt simples, tantôt ramifiés. Chez les espèces autrefois classées dans le genre Cladina, la croissance se poursuit pendant des durées considérables et aboutit à des ramifications enchevêtrées très complexes.
Situées en position terminale, les apothécies mettent fin à la croissance des podétions. Elles sont parfois vivement colorées, variant du jaune pâle au rouge vif, les couleurs les plus fréquentes étant les bruns.

## Croissance
Ces lichens peuvent atteindre des masses importantes (c'est le cas des espèces consommées par les rennes et les caribous)

## Espèces
- Cladonia acervata S.Hammer (2001)
- Cladonia ahtii S.Stenroos (1989)
- Cladonia alaskana A.Evans (1947)[5]
- Cladonia albofuscescens Vain. (1887)
- Cladonia albonigra Brodo & Ahti (1996)
- Cladonia aleuropoda Vain. (1899)
- Cladonia alpina Yoshim. (1968)[6]
- Cladonia amaurocraea (Flörke) Schaer. (1887)
- Cladonia anaemica (Nyl.) Ahti (2000)
- Cladonia andesita Vain. (1899)
- Cladonia angustata Nyl. (1859)
- Cladonia appalachensis Yoshim. & Sharp ex Lendemer & R.C.Harris (2013)
- Cladonia apodocarpa Robbins (1925)
- Cladonia arbuscula (Wallr.) Flot. (1839)
- Cladonia archeri S.Stenroos (1993)
- Cladonia arcuata Ahti (1961)
- Cladonia argentea (Ahti) Ahti & DePriest (2001)
- Cladonia asahinae J.W.Thomson (1977)
- Cladonia atlantica A.Evans (1944) [7]
- Cladonia atrans (Ahti) Ahti & DePriest (2001)
- Cladonia attacta S.Hammer (2001)
- Cladonia awasthiana Ahti & Upreti (2004)

- Cladonia bacillaris (Ach.) Genth (1835)
- Cladonia bacilliformis (Nyl.) Sarnth. (1896)
- Cladonia bahiana Ahti (1995)
- Cladonia bangii Ahti (1986)
- Cladonia bellidiflora (Ach.) Schaer. (1823)
- Cladonia berghsonii Asperges (1981)
- Cladonia bimberiensis A.W.Archer (1985)
- Cladonia borbonica Nyl. (1868)
- Cladonia borealis S.Stenroos (1989)

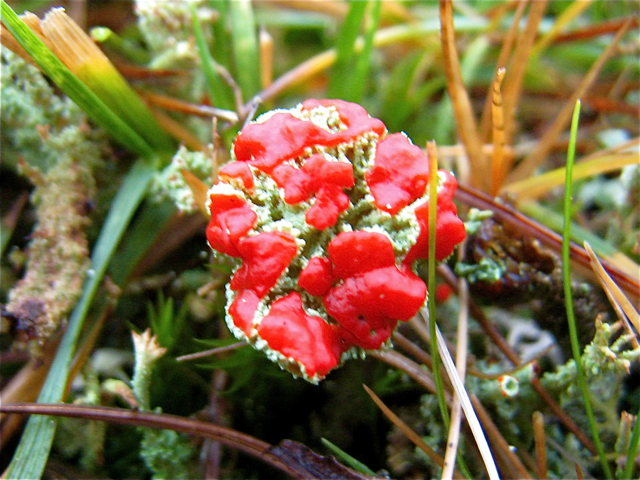
Cladonia bellidiflora

- Cladonia botryocarpa G.Merr. ex Sandst. (1925)
- Cladonia botrytes (K.G.Hagen) Willd. (1787)
- Cladonia brasiliensis (Nyl.) Vain. (1894)
- Cladonia brevis (Sandst.) Sandst. (1922)
- Cladonia bungartzii Yánez-Ayabaca & Ahti (2013)

## C

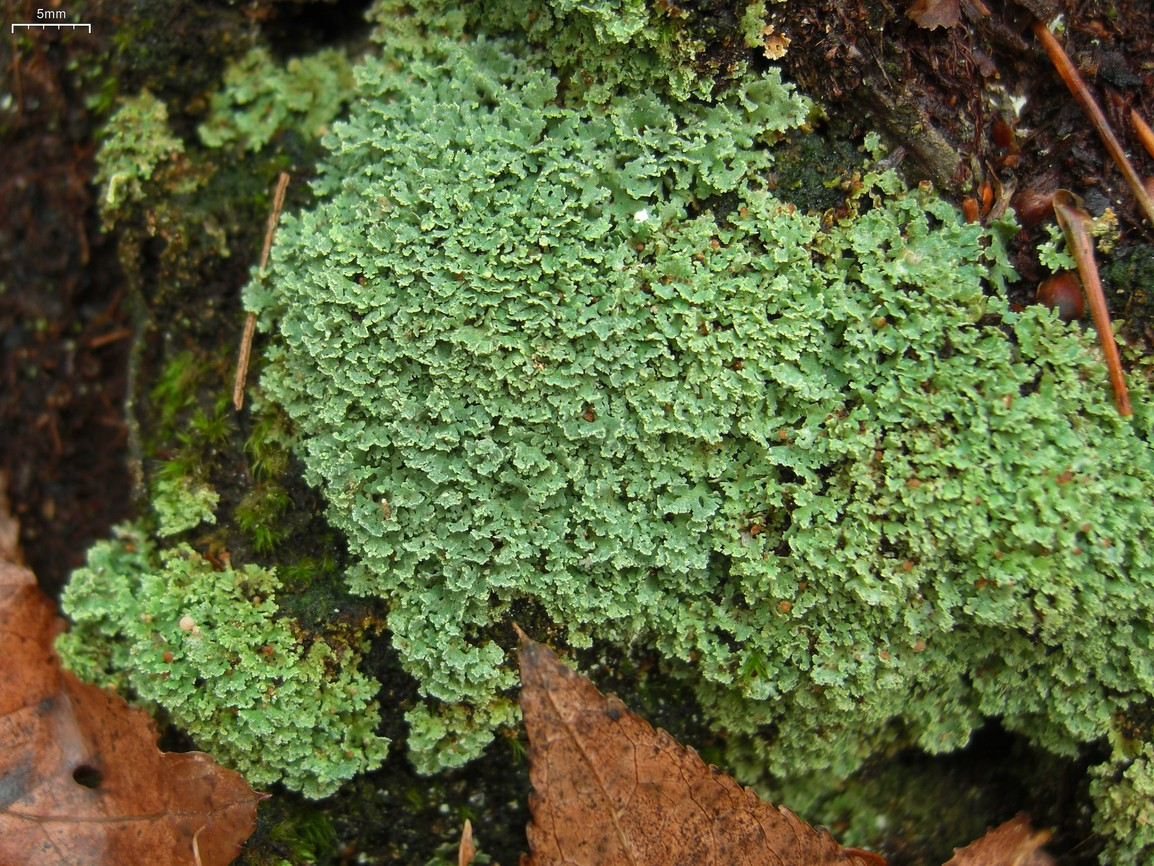
Cladonia caespiticia

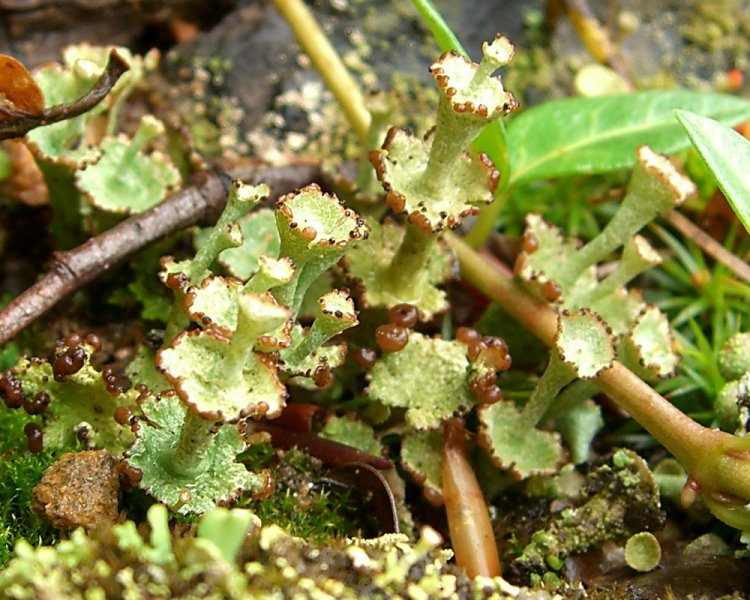
Cladonia cervicornis

- Cladonia caespiticia (Pers.) P.Gaertn., B.Mey & Scherb. (1802)
- Cladonia callosa Delise ex Harm. (1907)
- Cladonia calycantha Delise ex Nyl. 1860
- Cladonia calycanthoides (Vain.) Ahti & Marcelli (1995)
- Cladonia calyciformis Nuno (1972)
- Cladonia camerunensis Ahti & Flakus (2016)
- Cladonia capitellata (Hook.f. & Taylor) C.Bab. (1855)
- Cladonia caribaea S.Stenroos (1989)
- Cladonia cariosa (Lilj.) Spreng. (1827)
- Cladonia carneola (Fr.) Fr. (1831)
- Cladonia cartilaginea Müll.Arg. (1880)
- Cladonia cayennensis Ahti & Sipman (2013)
- Cladonia celata A.W.Archer (1984)
- Cladonia cenotea (Ach.) Schaer. (1823)
- Cladonia ceratophylla (Sw.) Spreng. (1827)
- Cladonia cervicornis (Ach.) Flot. (1849)
- Cladonia chimantae Ahti (2000)
- Cladonia chlorophaea (Flörke ex Sommerf.) Spreng. (1827)
- Cladonia chondrotypa Vain. (1887)
- Cladonia ciliata Stirt. (1888)
- Cladonia cineracea Ahti (2007)
- Cladonia cinerella Ahti (2000)
- Cladonia clathrata Ahti & L.Xavier (1993)
- Cladonia coccifera (L.) Willd. (1787)
- Cladonia coccocarpa (Nyl.) A.Evans (1947)
- Cladonia complanata S.Hammer (2001)
- Cladonia compressa Ahti & Flakus (2016)
- Cladonia concinna Ahti & Goward (2007)
- Cladonia confragosa S.Stenroos (1996)
- Cladonia confusa R.Sant. (1942)
- Cladonia coniocraea (Flörke) Spreng. (1827)
- Cladonia consimilis Vain. (1887)
- Cladonia corallifera (Kunze) Nyl. (1874)
- Cladonia corniculata Ahti & Kashiw. (1984)
- Cladonia cornuta (L.) Baumg. (1790)
- Cladonia corsicana (Rondon & Vězda) Pino-Bodas, Burgaz & M.P.Martín (2012)
- Cladonia corymbescens (Nyl.) Nyl. (1866)
- Cladonia corymbosula Nyl. (1876)
- Cladonia crassiuscula Ahti (1986)
- Cladonia crispata (Ach.) Flot. (1839)
- Cladonia crispatula (Nyl.) Ahti (1977)
- Cladonia cristatella Tuck. (1858)
- Cladonia crustacea Ahti (2000)
- Cladonia cryptochlorophaea Asahina (1940)
- Cladonia cucullata S.Hammer (2001)
- Cladonia curta Ahti & Marcelli (2000)
- Cladonia cyanescens Ahti (2000)
- Cladonia cyanopora S.Hammer (2003)
- Cladonia cyathomorpha Stirt. ex Walt. Watson (1935)
- Cladonia cylindrica (A.Evans) A.Evans (1950)
- Cladonia digitata
- Cladonia fimbriata
- Cladonia foliacea
- Cladonia macilenta
- Cladonia mediterranea
- Cladonia pleurota
- Cladonia portentosa
- Cladonia pyxidata
- Cladonia rangiferina
- Cladonia stellaris
- Cladonia subulata
- Cladonia uncialis

## Écologie

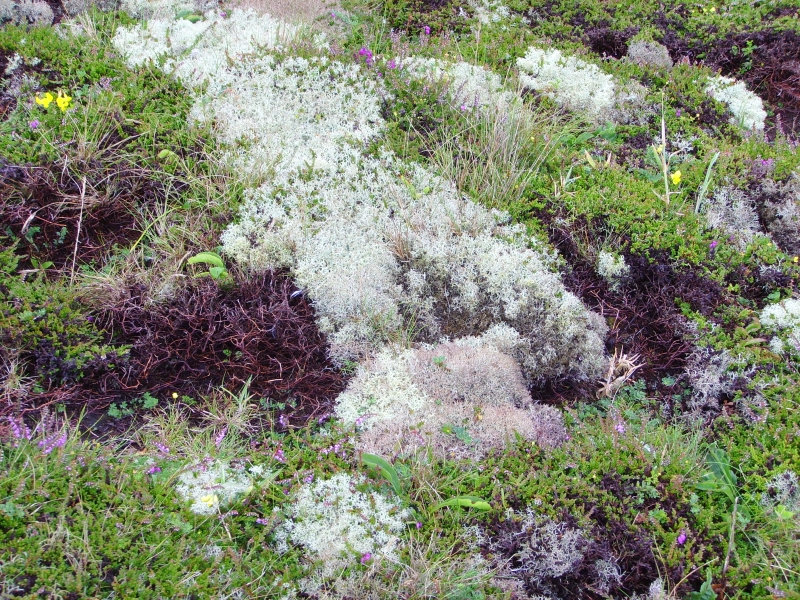
Dans les landes littorales, les Cladonia peuvent dominer la strate herbacée.

Les cladonies sont très souvent des espèces terricoles, pouvant se contenter de sols squelettiques. Mais ils peuvent aussi se développer sur des bois pourrissants (souches) ou sur des mousses. D'une manière générale, ces lichens sont souvent capables de vivre, voire de trouver leur optimum de développement dans des conditions où l'humidité est insuffisante pour permettre la survie des plantes vasculaires. Cette caractéristique explique que les Cladonia, et en particulier les Cladina, puissent localement dominer les strates muscinale et herbacée de milieux secs ou connaissant des périodes de sécheresse intense. C'est notamment le cas dans les toundras et forêts boréales, de nombreux milieux dunaires, certaines landes et pelouses d'altitude, etc.

### Milieux arctiques
Les lichens, et les cladonies en particulier, marquent fortement la physionomie des milieux arctiques.
La végétation arctique est organisée selon une zonation latitudinale analogue en Amérique du Nord et en Eurasie : entre le désert polaire et la forêt de feuillus tempérée, se succèdent la toundra et la forêt boréale. Au nord-est du Canada par exemple (Labrador et Québec), cette zone boréale se subdivise elle-même en plusieurs unités secondaires : du nord au sud, ce sont la toundra herbacée, la toundra arbustive, la toundra forestière, la pessière à lichens et la pessière à mousses. Les lichens, essentiellement du genre Cladonia (lichens des rennes), dominent la strate herbacée des trois unités centrales, de la toundra arbustive à la pessière à lichens. Localement, parfois sur des étendues immenses, le sol de la toundra est couvert d'un épais tapis de lichens parsemé d'herbacées et de rares arbrisseaux. Ces lichens pénètrent jusque dans la forêt fermée (pessière à mousses), mais avec un recouvrement moindre que dans la forêt ouverte (pessière à lichens) : dans celle-ci, la couverture au sol dépasse généralement 40 %, au point que cette unité de végétation est également connue des spécialistes sous le nom de « pessière à cladonies ».
Outre leur forte participation à la physionomie des paysages et à la structuration de la couverture végétale, les Cladonia tiennent, en tant que ressource alimentaire, une place très importante dans le fonctionnement des écosystèmes arctiques. Sauf exception (comme à Svalbard), ces lichens jouent un rôle essentiel dans l'alimentation des rennes et des caribous. En hiver, la contribution des cladonies devient même vitale pour ces animaux, en particulier pour les troupeaux sauvages ou semi-domestiqués. La préférence de l'espèce pour les lichens des rennes (genre Cladonia) est établie par de nombreux travaux scientifiques et confirmée par l'expérience des éleveurs.

### Milieux dunaires

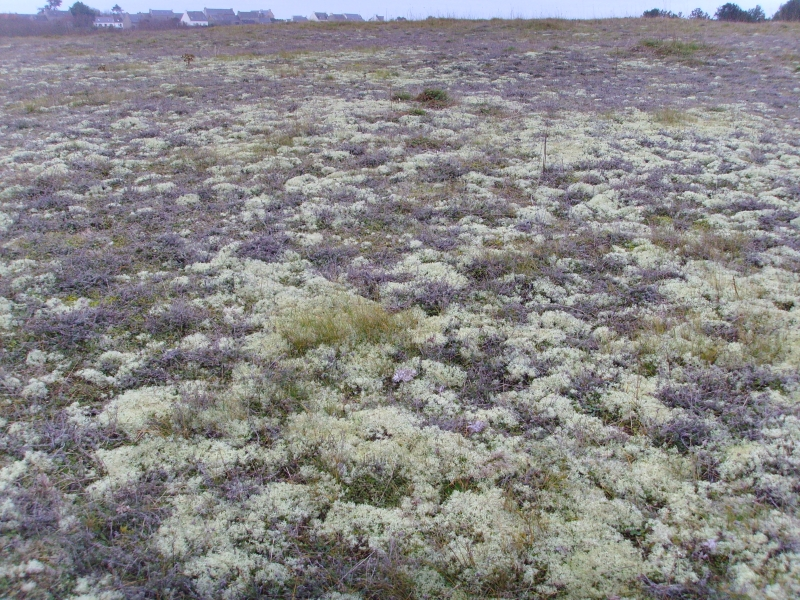
La couverture végétale des dunes grises littorales est souvent dominée par les cladonies.

## Galerie

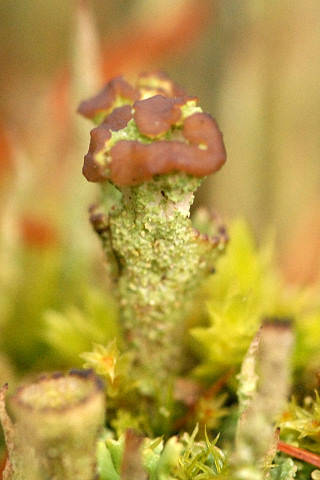
Cladonia coccifera
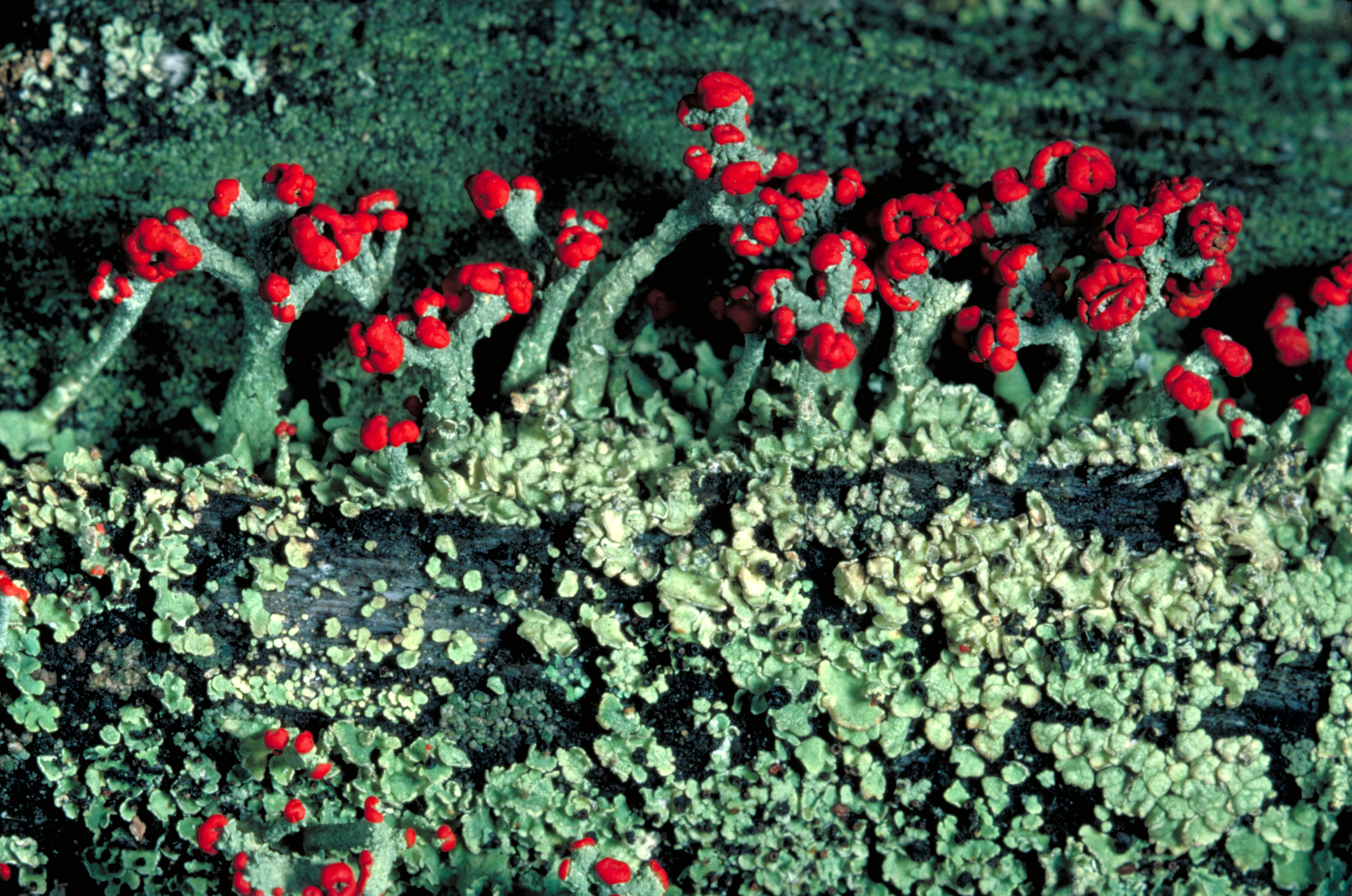
Cladonia cristatella
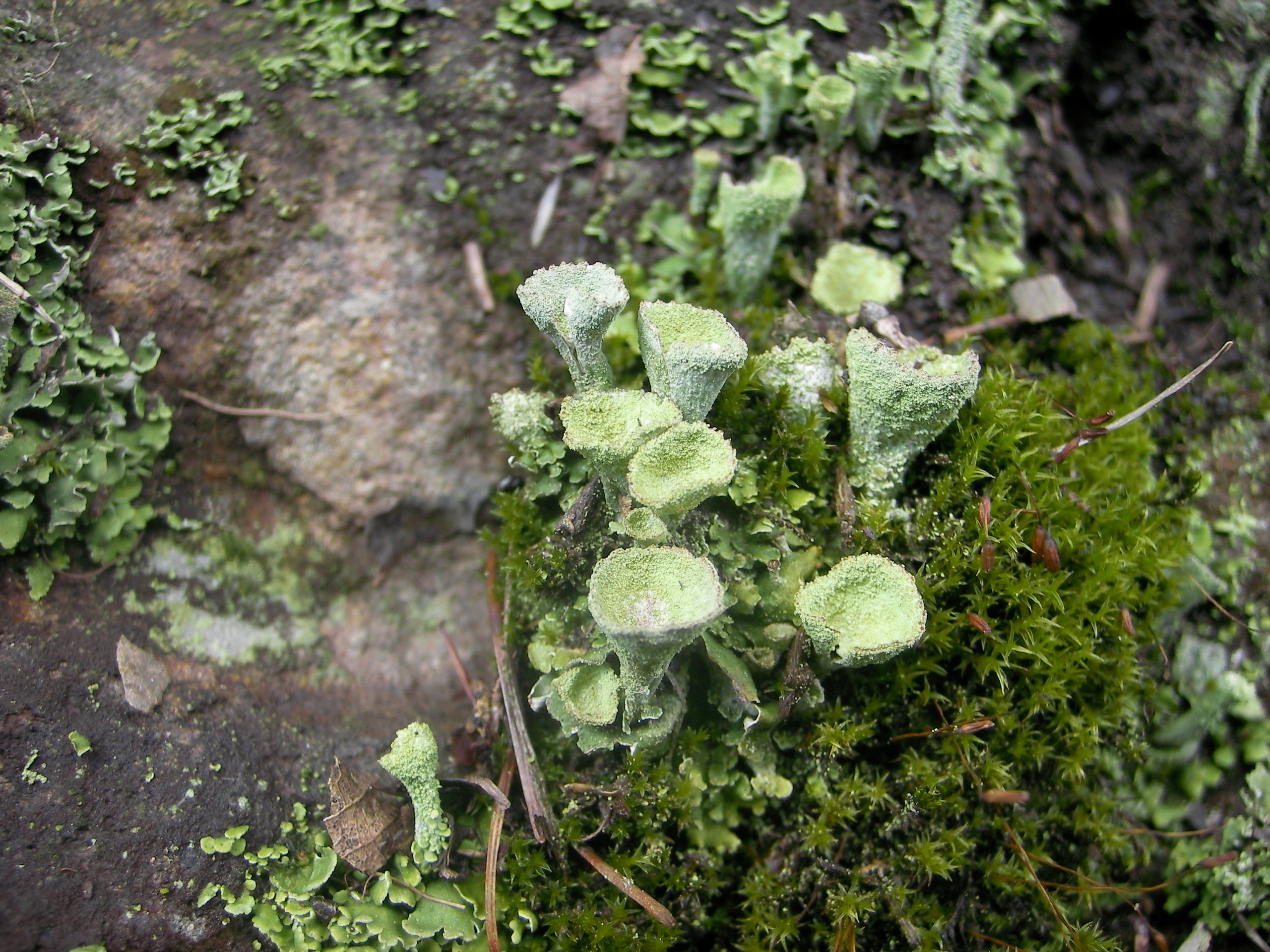
Cladonia fimbriata
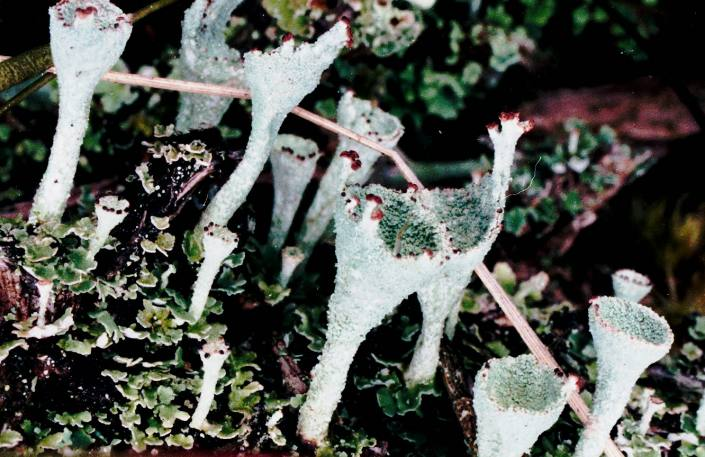
Cladonia grayi
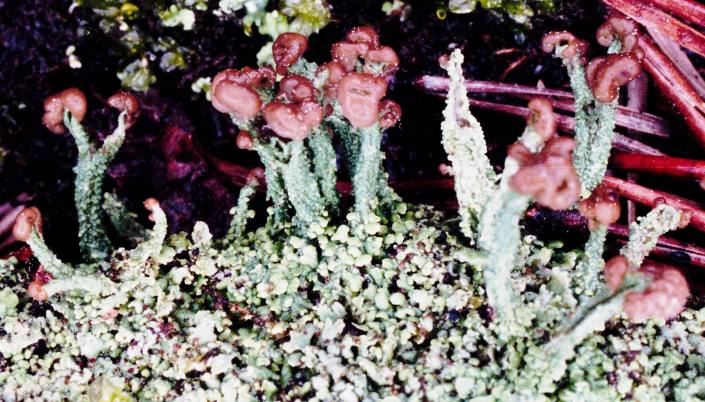
Cladonia peziziformis
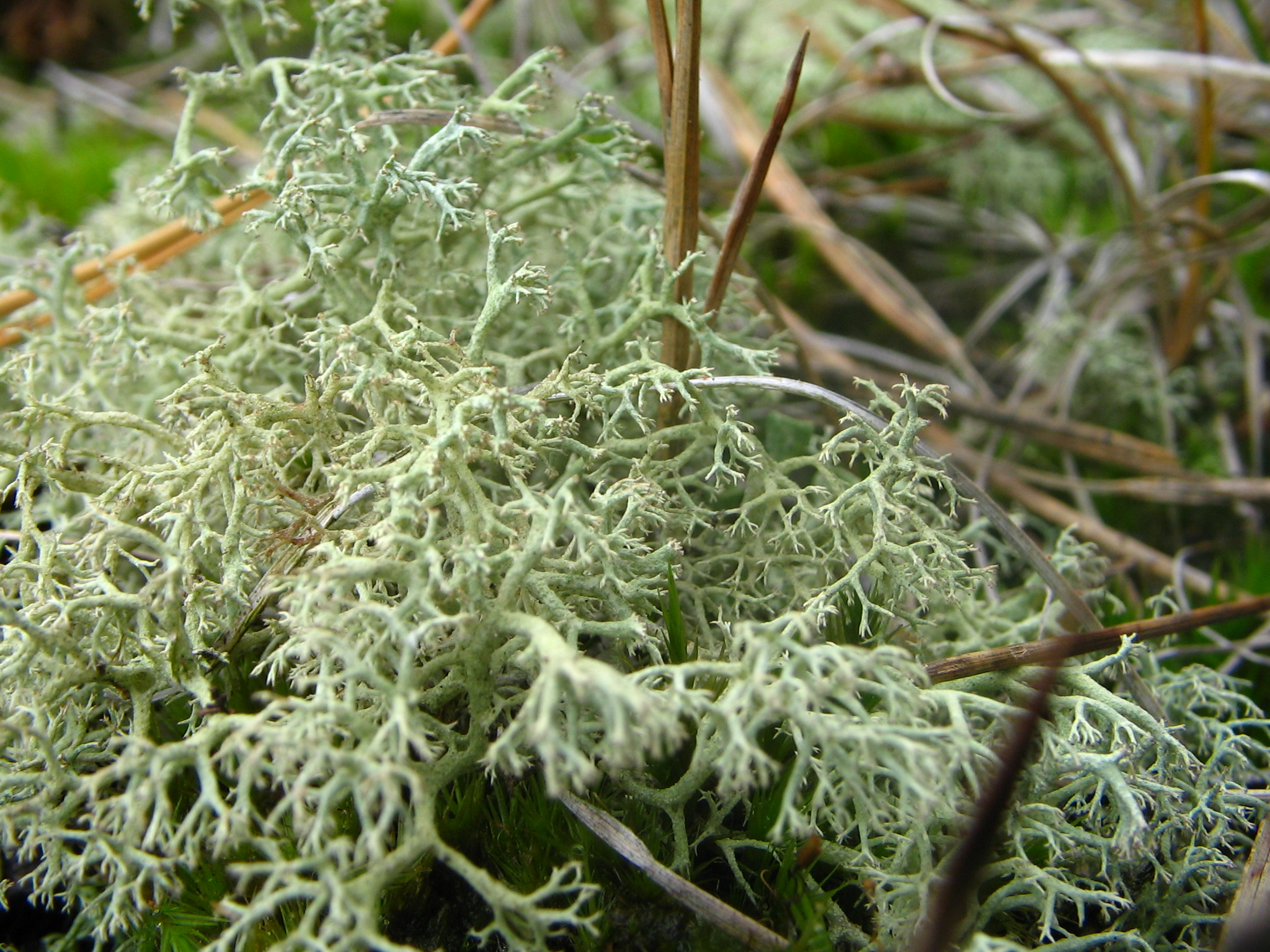
Cladonia portentosa
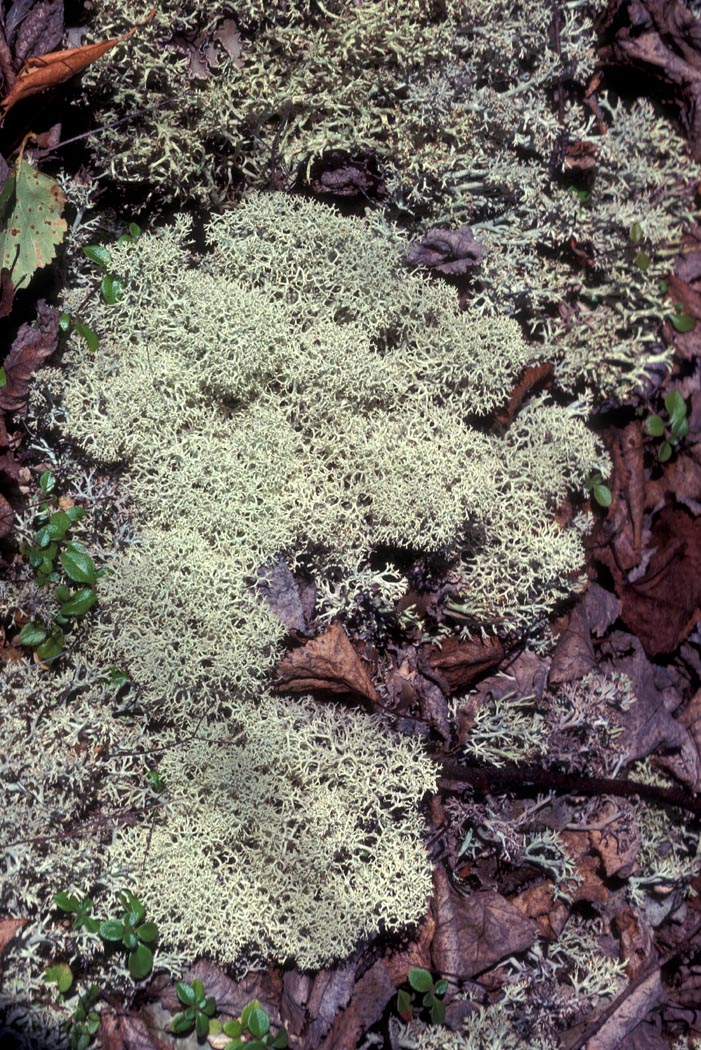
Cladonia rangiferina
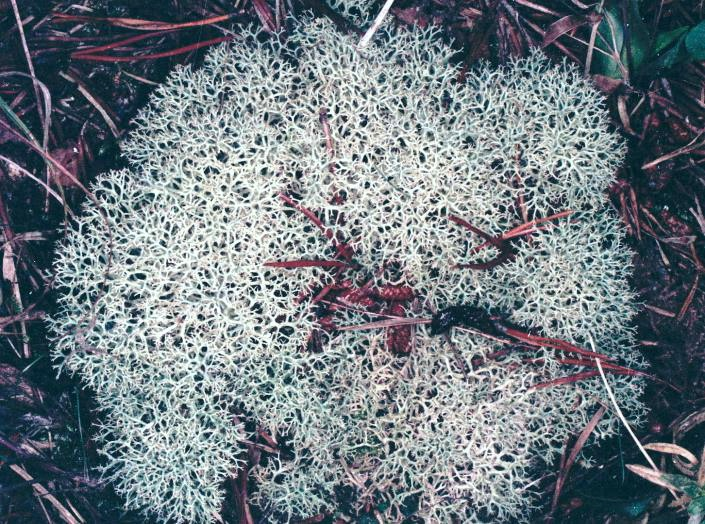
Cladonia subtenuis

## Sources

### Ouvrages généraux
- (en) Alvin, K.E., 1977. The observer's book of lichens. Frederick Warne, London, 188 pages.
- (en) Dobson, F., 1979. Lichens - An illustrated guide. The Richmond publishing Co., 320 pages.
- (fr) Vainio, E.A., 1897. Monographia Cladionarum universalis. Acta Societatis pro Fauna et Flora Fennica, 14, 5-268. Lire en ligne
- (en) Munger, G.T., 2008. Cladonia spp. In: Fire Effects Information System, [Online]. U.S. Department of Agriculture, Forest Service, Rocky Mountain Research Station, Fire Sciences Laboratory (Producer). Lire en ligne
- (en) Packham, J.R. & Willis, A.J., 1997. Ecology of dunes, salt marsh and shingle. Springer, p. 180-181.  (ISBN 0-412-57980-4) Lire en ligne

### Articles
1. ↑  Chantal Van Haluwyn, Juliette Asta, Guide des lichens de France. Lichens des arbres, Éditions Belin, 2009, p. 217.
2. 1 2  (en) Stenroos, S., Hyvönen, J., Myllys, L., Thell, A. & Ahti, T., 2002. Phylogeny of the genus Cladonia s.lat. (Cladoniaceae, Ascomycetes) inferred from molecular, morphological, and chemical data. Cladistics, 18 (3), 237-278. Résumé
3. ↑  (en)   Carbonero, E.R., Montai, A.V., Woranovicz-Barreira, S.M., Gorin, P.A.J. & Iacomini, M., 2002. Polysaccharides of lichenized fungi of three Cladina spp.: signiﬁcance as chemotypes. Phytochemistry 61 (6), 681–686. Résumé
4. ↑  (en) Rambold, G., Friedl, T. & Beck, A., 1998. Photobionts in lichens: possible indicators of phylogenetic relationships? The Bryologist, 101 (3), 392–397. Résumé
5. ↑  (en) « Cladonia alaskana A.Evans », sur www.gbif.org (consulté le 23 septembre 2020)
6. ↑  « Index Fungorum - Names Record », sur www.indexfungorum.org (consulté le 30 juillet 2021)
7. ↑  « Taxonomy browser (Cladonia atlantica) », sur www.ncbi.nlm.nih.gov (consulté le 31 juillet 2021)
8. ↑  Munger, G.T., 2008 : Moisture.
9. ↑  (fr) Payette, S. & Rochefort, L. 2001. Écologie des tourbières du Québec-Labrador. Presses Université Laval,  (ISBN 2-7637-7773-2) Lire
10. ↑  (en) Payette, S., 1992. Fire as a controling process in the north American boreal forest. In Shugart, H.H., Leemans, R. & Bonan, G.B. A systems analysis of the global boreal forest. Cambridge University Press, U.K., 44-169.
11. ↑  Cette appellation est validée jusque dans le Grand dictionnaire terminologique québécois.
12. ↑  (en) Danell, K., Utsi, P.M., Palo, R.T. &  Eriksson, O., 1994. Food plant selection by reindeer during winter in relation to plant quality. Ecography, 17 (2), 153-158. Résumé
13. ↑  (en) Inga, B., 2007. Reindeer (Rangifer tarandus tarandus) feeding on lichens and mushrooms: traditional ecological knowledge among reindeer-herding Sami in northern Sweden. Rangifer, 27 (2), 93-106. Article